# Армяно-швейцарские отношения
Армяно-швейцарские отношения — дипломатические отношения между Арменией и Швейцарией, вторая признала Армению спустя 5 месяцев после обретения независимости, 23 декабря 1991 года. С тех пор страны поддерживают дипломатические отношения.
Посол Армении в Швейцарии и Швейцарии в Армении (в Тбилиси) были аккредитованы в 2002 году.
Спустя 9 лет в 2011 году Швейцария открыла посольство в Ереване. Посол Армении находится в Женеве, в представительстве Армении в ООН.
Швейцария признала геноцид армян 16 декабря 2003 года, его отрицание карается штрафом.
В Швейцарии проживает от 4000 до 6000 армян, а в Армении находится 26 граждан Швейцарии.
Армянская ССР получала финансовую и гуманитарную помощь от Швейцарии, например, во время землетрясения 1988 года.

## Посредничество Швейцарии
Швейцария принимала участие в армянско-турецких переговорах в качестве посредника при попытке нормализации двусторонних отношений этих государств. Кульминацией переговоров стало подписание Цюрихских протоколов 10 октября 2009 года, которые способствовали укреплению отношений Швейцарии и Армении (однако стороны так и не ратифицировали протокол).

## Торговые и экономические связи
Швейцария является вторым по величине импортёром армянской продукции после России и одиннадцатым по величине экспортёром товаров в Армению. Швейцария со своей стороны, в основном, экспортирует фармацевтическую продукцию, оборудование и часовые изделия. Драгоценные металлы составляют значительную долю экспорта и импорта между странами.

## Договоры
Швейцария заключала с Арменией двусторонние соглашения, охватывающие ряд областей. В 2016 году вступило в силу соглашение об упрощении визового режима.